# Il viaggio immaginario
 Il viaggio immaginario (Le Voyage imaginaire) è un film muto del 1926 diretto da René Clair.

## Trama
Un giovane uomo timido di nome Jean lavora in una banca di Parigi ed è  innamorato  di una graziosa dattilografa, Lucie. Ma  i colleghi  Auguste e  Albert hanno messo anch'essi gli occhi sulla bella donna.
Jean si  addormenta alla scrivania e fa dei sogni strani.
Si trova trasportato in una grotta in cui incontra anziane fate che deve baciare per restituire loro i poteri magici. Poi ritrova la sua amata Lucie, ma una fata malvagia li trascina in volo fino alla cattedrale di Notre Dame, dove Jean viene trasformato in un cane. 
Durante un successivo inseguimento, i protagonisti raggiungono il museo delle cere Grévin. Jean è condannato alla ghigliottina dalle statue di un tribunale della Rivoluzione francese, ma viene salvato da Chaplin e dal monello. Jean riprende la sua forma umana e ottiene l'amore di Lucie.

## Produzione
Le Voyage imaginaire è suggerito a Clair da Rolf de Maré,  che già aveva prodotto Entr’acte e che voleva come attore protagonista Jean Börlin, il primo ballerino della compagnia Ballets Suédois.
Il film era originariamente intitolato Le songe d'un jour d'été e viene girato nella primavera del 1925.

## Prima
14 ottobre 1925, proiezione per la stampa, 30 aprile 1926, in Francia, nelle sale pubbliche.

## Accoglienza
Il film fu un parziale insuccesso che costrinse Clair all'inattività per un anno.

## Critica
Giovanna Gtrignaffini:
(Giovanna Grignaffini, 'René Clair, p. 38.)

## Citazioni cinematografiche
Nel film ci sono citazioni dirette di:
- Georges Méliès
- Charlie Chaplin, Vita da cani e Il monello.

## Altri riferimenti  cinematografici
- Paul Leni, DasWachsfigurenkabinett,Il gabinetto delle figure di cera o Tre amori fantastici, sugli schermi parigini in quel periodo;
- Harold Lloyd,  Grandma's Boy,Il talismano della nonna, appena uscito a Parigi.